# Трегалоза
Трегало́за или мико́за — органическое соединение, углевод из группы невосстанавливающих дисахаридов. В природной трегалозе 2 остатка D-глюкозы связаны α-1,1-гликозидной связью.

## Структура
Трегалоза представляет собой дисахарид, образованный α-1,1-гликозидной связью между двумя молекулами α-глюкозы. Имеет три изомера:
- α-D-глюкопиранозил-(1,1)-α-D-глюкопираноза (α,α-трегалоза)
- α-D-глюкопиранозил-(1,1)-β-D-глюкопираноза (α,β-трегалоза, неотрегалоза)
- β-D-глюкопиранозил-(1,1)-β-D-глюкопираноза (β,β-трегалоза).

## Физико-химические свойства
Представляет собой белое кристаллическое вещество, хорошо растворимое в воде, не имеет запаха, сладковатая на вкус (сладость трегалозы составляет примерно 45% от сладости сахарозы). По своему строению трегалоза — невосстанавливающий дисахарид, так как не имеет свободного полуацетального (гликозидного) гидроксила. Благодаря α(1→1)-связи, трегалоза имеет высокую температуру плавления — 203° С, устойчива к кислотному гидролизу при высоких температурах и в сильнокислой среде.
Не реагирует с фелинговой жидкостью. При гидролизе образует только глюкозу. Фермент, гидролизующий трегалозу, называется трегалазой.

## Биологические свойства
Трегалоза придаёт различным организмам свойство восстановления после длительного высушенного состояния — например, личинкам хирономиды Polypedilum vanderplanki и грибу чесночнику.
Используется для предотвращения и купирования синдрома сухого глаза в составе увлажняющего раствора.

## Косметологические свойства
После открытия замечательных способностей трегалозы по сохранению влаги, одной из первых сфер ее применения сразу же стала косметология. Сегодня трегалоза используется в косметических средствах в качестве увлажняющего средства и антиоксиданта.

## Нахождение в природе
Трегалоза впервые была выделена из спорыньи; содержится также в водорослях, дрожжах, высших грибах, лишайниках, в некоторых высших растениях, гемолимфе ряда червей и насекомых. Богатым источником трегалозы служит выделяющийся в результате укола насекомых экссудат ясеня (Trehala manna). В туберкулёзных бациллах обнаружены производные трегалозы: высокотоксичный «корд-фактор» (трегалоза связана с 2 молекулами высшей жирной кислоты) и фосфоглюкан, в котором остатки трегалозы связаны фосфодиэфирной связью в линейную цепь. Биосинтез фосфата трегалозы происходит с участием уридиндифосфатглюкозы.